# Sven Axbom
Sven Axbom (ur. 15 października 1926 w Norrköping, zm. 8 kwietnia 2006 w Torsås) – szwedzki piłkarz, obrońca. Srebrny medalista MŚ 1958. Długoletni zawodnik IFK Norrköping.
W barwach IFK Norrköping rozegrał 167 meczów, zdobywał tytuły mistrza kraju. W reprezentacji Szwecji w latach 1955–1960 zagrał 31 razy. Podczas MŚ 58 wystąpił we wszystkich sześciu meczach Szwedów w turnieju.